# Motoren- und Motorradfabrik August Paqué

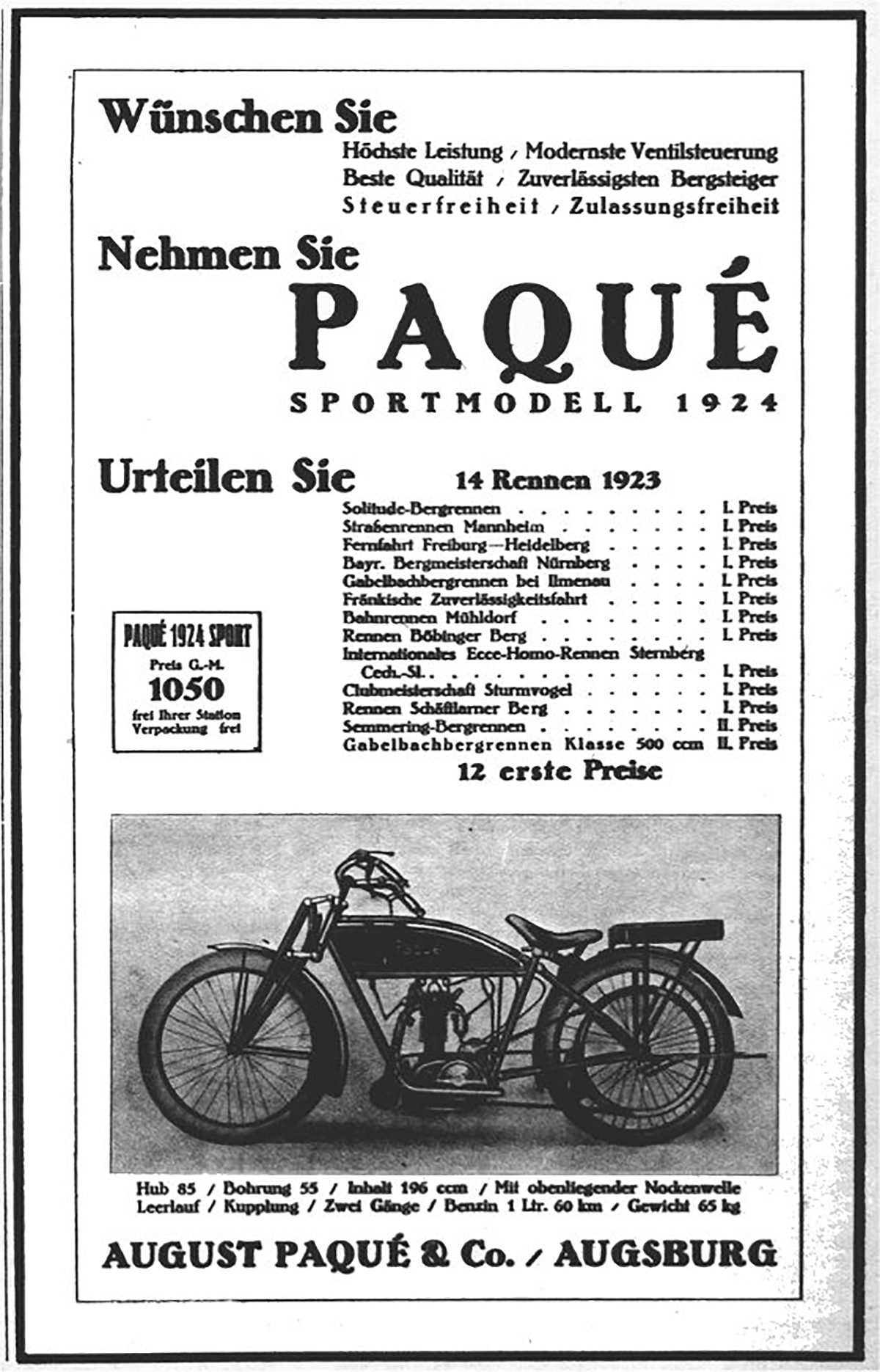
Werbeanzeige für das Paqué Sportmodell (1924)

Die August Paqué, Motoren- und Motorradfabrik (später Paqué & Co.) aus Augsburg war ein Hersteller von Kleinmotorrädern und Fahrrad-Hilfsmotoren.
Das 1921 gegründete Unternehmen begann 1922 mit der Produktion. Es wurden Motorräder mit 140 cm³ Hubraum gebaut, später folgten Maschinen mit 185 cm³ und Motoren mit 198 cm³ und OHV-Ventilsteuerung. Es gab auch ein 500-cm³-Motorrad. Es kam 1925 auf den Markt, der seitengesteuerte Einzylindermotor hatte 79 mm Zylinderbohrung und 100 mm Kolbenhub.
Mit einer „Sportversion“ (196 cm³, Königswelle) erzielte Hans Winkler 1923 in 14 Rennen 12 Siege.
Eine Variante der bei Paqué produzierten Antriebseinheiten waren verschiedene sogenannte „Hilfsmotore“. Diese kleine und kompakte Art von Motoren können an einem meist verstärkten Fahrradrahmen befestigt werden, um daraus ein Motorrad zu machen. Sie lassen sich (je nach Ausführung) an verschiedenen Stellen am Fahrrad befestigen:
- über dem Vorderrad, das über einen Riemen oder eine Reibrolle angetrieben wurde
- im Vorder- oder Hinterrad als sogenannter Radnabenmotor
- oben am Rahmen, meist am Vorderrahmenrohr, mit Riemenantrieb zum Hinterrad
- auf dem Gepäckträger, mit Riemenantrieb zum Hinterrad

Diese bei Paqué gebauten Motoren wurden auch als Einbaumotoren an andere Hersteller geliefert, darunter Agon, Ammon, Busse, KRS, LuWe, N.S.H., Runge und Zürtz & Hartmann (Darmstadt).
Die Produktion von Paqué & Co. endete 1925.